# Жёны Исава
Жёны Исава — в Ветхом Завете приводятся два разных списка жён Исава, сына Исаака, в которых пересекается только одно имя, но при этом совпадают некоторые параметры-характеристики. Традиционно, например, см. комментарии Раши, считается, что речь идет об одних и тех же трех женщинах под разными именами.
Первые две жены Исава были дочь хеттеянками, что шло вопреки желанию Господа о том, чтобы потомки Авраама не смешивались в браке с хананеями. Поэтому отец и мать были недовольны этими женами. Третий брак с дочерью Измаила, единокровного брата Исаака, был более угодным. На первых двух женщинах Исав женился ещё до выхода из земли Ханаанской.

## Список
| 1-й список                      |               | 2-й список                               |             | Уточнение                   |
| ------------------------------- | ------------- | ---------------------------------------- | ----------- | --------------------------- |
| Васемафа                        | Быт. 26:34-35 | Ада                                      | Быт. 36:2,3 | дочь Елона Хеттеянина       |
| Иегудифа, дочь Беэра Хеттеянина | Быт. 26:34-35 | Оливема, дочь Аны, сына Цивеона Евеянина | Быт. 36:2,3 |                             |
| Махалафа                        | Быт. 28:9     | Васемафа                                 | Быт. 36:2,3 | дочь Измаила, кузина жениха |

- Гл. 26:34: «И был Исав сорока лет, и взял себе в жены Иегудифу, дочь Беэра Хеттеянина, и Васемафу, дочь Елона Хеттеянина; и они были в тягость Исааку и Ревекке».
- Гл. 28:8-9: «И увидел Исав, что дочери Ханаанские не угодны Исааку, отцу его; и пошел Исав к Измаилу и взял себе жену Махалафу, дочь Измаила, сына Авраамова, сестру Наваиофову, сверх других жен своих».

2-й список:
- Гл. 36:2-4: "Исав взял себе жен из дочерей Ханаанских: Аду, дочь Елона Хеттеянина, и Оливему, дочь Аны, сына Цивеона Евеянина, и Васемафу, дочь Измаила, сестру Наваиофа. Ада родила Исаву Елифаза, Васемафа родила Рагуила, Оливема родила Иеуса, Иеглома и Корея.

## Имена
- Ада (2) — дочь Елона Хеттеянина. Мать Елифаза
- Васемафа (1,2) (Басемат, Васемат) (ивр. בָּשְׂמַת, Basmat, Bāśəmáṯ, «Сладкий запах», араб. بسمة «Сладкая улыбка»). Единственное имя, совпадающее в двух списках. 1-я из них — дочь Елона Хеттеянина, 2-я — дочь Измаила, кузина жениха. Васемафа № 2 родила Исаву сына Рагуила.
- Махалафа (1) — дочь Измаила, кузина жениха из 1-го списка. Дети не упомянуты.
- Иегудифа (1) (Юдифь), дочь Беэра Хеттеянина. Дети не упомянуты.
- Оливема (2) (ивр. אהליבמה‎, [охоливама] — «шатёр на высоте») - дочь Аны, сына Цивеона Евеянина. Мать Иеуса, Иеглома и Корея. Сыновья Оливемы и Исава упоминаются как старейшины идумеев. Дед Оливемы Цивеон — второй евеянин, упоминаемый в Пятикнижии после Еммора, отца Сихема, жестоко убитого вместе со своими родственниками племянниками Исава Симеоном и Левием (Быт. 34:25,26).

## Апокрифы
Мидраши и агадда добавляют деталей в биографии этих женщин. Первые две жены Исава, Ада и Юдифь, описываются как прелюбодейки и идолопоклонницы, на основе истолкования их имен. Однако раввины расходятся во мнениях относительно характера третьей жены Исава, Махалафы. Опять же, интерпретируя её имя, раввины связывают её как с покаянием Исава, так и, альтернативно, с его дальнейшим падением во зло.
Имя Ады связывают с корнем «носить украшения», если же она Васемафа, то с глаголом «умащать себя для блуда». Иегудифа, как считается, была внебрачным ребёнком, а её имя Оливема связано с выражением «строить места для идолопоклонства». Она жила в шатре Исава, но «исполняла нужды свои в другом месте» (то есть вступала во внебрачные связи). Взяв двух жен, Исав поступил так же, как и мужчины поколения до Потопа, которые также взяли двух жен: одну, чтобы обеспечить потомство, а другую, чтобы доставить сексуальное удовольствие (как и Ламех).
После того, как Исав увидел, что его отец Исаак приказал Иакову не брать жену из дочерей Ханаана, он оставил свои злые пути и женился на Махалафе, дочери своего дяди Измаила. Благодаря этому браку Бог простил Исаву все его грехи (Иерусалимский Талмуд Биккурим 3:3 , 65c-d). Имя Махалафы указывает на то, что Бог простил (ma h al) Исава. Однако, согласно другому мнению, Исав не исправился, и Махалафа была такой же злой, как и его первые две жены (Мидраш Агада, ред. Бубер, Быт. 28:9), тогда этот поздний брак также был результатом негативных мотивов: Исав замышлял вместе с Измаилом убить Исаака и Иакова, жениться на дочери Измаила и унаследовать обе семьи. Соответственно, его брак с Махалафой был «ке -махала» (несчастье) и только увеличил боль, которую его родители перенесли в его первых браках.